# Gmina Surdulica
Gmina Surdulica (serb. Opština Surdulica / Општина Сурдулица) – jednostka administracyjna najniższego szczebla w Serbii, w okręgu pczyńskim. W 2011 roku zamieszkiwana przez 20 319 osób, z czego większość mieszkańców stanowili Serbowie (niemal 80%). W 2014 roku mieszkały tu 19 624 osoby.
W 2007 roku mieszkało tu 20 957 osób. Powierzchnia gminy wyniosła 628 km², z czego 53,8% wykorzystywano do celów przemysłowych.

## Demografia

### Narodowości
Spis narodowości w 2011 roku:
- Serbowie – 79,89%, (16233),
- Romowie – 12,94% (2631),
- Bułgarzy – 3,61% (734),
- brak przynależności narodowej – 1,93% (393)
- pozostali – 1,61% (328).

## Miejscowości
W gminie istnieje jeden ośrodek miejski (Surdulica) i 40 wsi. Są to:

- Alakince
- Bacijevce
- Belo Polje
- Binovce
- Bitvrđa
- Božica
- Ćurkovica
- Danjino Selo
- Dikava
- Donje Romanovce
- Drajinci
- Dugi Del
- Dugojnica
- Gornja Koznica
- Gornje Romanovce
- Groznatovci
- Jelašnica
- Kalabovce
- Kijevac
- Klisura
- Kolunica
- Kostroševci
- Leskova Bara
- Mačkatica
- Masurica
- Novo Selo
- Palja
- Rđavica
- Stajkovce
- Strezimirovci
- Suhi Dol
- Suvojnica
- Topli Do
- Topli Dol
- Troskač
- Vlasina Okruglica
- Vlasina Rid
- Vlasina Stojkovićeva
- Vučadelce
- Zagužanje